# Cérilly (Allier)
Cérilly er en kommune i departementet Allier i det centrale Frankrig.